# Hyloxalus patitae
Hyloxalus patitae es una especie de anfibio anuro de la familia de ranas Dendrobatidae. Es endémica de la Serranía del Sira (Perú central) donde se encuentra entre los 210 y los 800 m. Aparece asociada a pequeños arroyos, sobre todo cerca de cascadas. Los machos llevan los renacuajos hasta los ríos para que se desarrollen.
Mide entre 19 y 23 mm, siendo las hembras ligeramente de mayor tamaño. Es de color marrón/oliva oscuro con una banda dorsolateral amarilla que va del hocico a la ingle. En los flancos presenta una banda oblicua que va de la ingle a la mitad del cuerpo y que se ve interrumpida por un patrón reticulado gris que cubre los flancos. Muestra ciertas manchas de coloración azul en la ingle. El vientre es de color marrón/canela con un moteado (en machos) o un reticulado (en hembras) oscuro.